# Winner
„Winner” este primul single al cântărețului/actorului american Jamie Foxx de pe al patrulea lui album, Best Night of My Life, lansat în format digital pe 6 aprilie 2010 prin J Records. Este o colaborare cu cântărețul american Justin Timberlake și rapper-ul T.I.